# Стоян Ст. Тевекелиев (компания)
„Стоян Ст. Тевекелиев“ АД е фирма за търговия, индустрия, представителство, комисионна, внос и износ на произведенията на хладилната и консервната индустрия в България от 1925 до 1953 г.
Основано през 1925 г. като еднолична фирма „Стоян Ст. Тевекелиев“ за търговия, представителство, комисионна и внос-износ. През 1928 г. е преобразувана в събирателно дружество с име „Стоян Ст. Тевекелиев и Сие“ със седалище в София. Предмет на дейност на дружеството е търговия, внос и износ на български и чуждестранни стоки – земеделски произведения, птици, едър и дребен добитък и кожи, млечни произведения, розово масло, маслодайни семена, зърнени храни и др. На 28 август 1953 г., по силата на ПМС № 472, 1 август 1953 г., е заличено от държавния търговски регистър.
Архивът му се съхранява във фонд 201К в Централен държавен архив. Той се състои от 276 архивни единици от периода 1932 – 1952 г.